# Dan Trist
Daniel Trist, detto Dan (Sydney, 29 agosto 1992), è un cestista australiano con cittadinanza britannica.